# Honinbo Sanetsu
Honinbo Sanetsu (japanska: 本因坊道悦, ほんいんぼう さんえつ), född 1611, död 1658, var en professionell go-spelare, och det andra huvudet i Honinbo-huset.

## Biografi
Sanetsu var den andra Honinbon (ledare för Honibo, den viktigaste av de fyra stora go-skolorna i Japan). Då han var ung vid tidpunkten för Honinbo Sansas död hamnade han i en svår situation utan det officiella stödet för Honinboklanen. Sansa hade bett Nakamura Doseki att agera som Sanetsus förmyndare, och genom Doseki så framförhandlades en månatlig 30 koku ris.
Sanetsu spelade i vad som mycket väl kan ha varit den första internationella gomatchen, då han gav Peichin Tsuhanoko av kungariket Ryukyu två stenars handikapp under dennes besök i Japan år 1634.
Högpunkten i hans professionella karriär var en utmaningsmatch mot Yasui Sanchi. Mellan 1645 och 1653 spelade de sex matcher oshirogo, men resultatet blev 3-3. Ingen av spelare blev därför uppgraderad från 8:e dan till Meijin.